# Pennyroyal Tea
Pennyroyal Tea är en singel från 1994 av det amerikanska grungebandet Nirvana, vilken släpptes som den tredje singeln från bandets tredje studioalbum In Utero. Låten, som är skriven av bandets sångare Kurt Cobain, släpptes som en singel enbart i Europa och fanns bara tillgänglig att köpa i affärer under en kortare tid. I och med Cobains död i samma månad som singeln släpptes drogs de flesta av exemplaren tillbaka och förstördes sedermera. De exemplar som dock gick ut på marknaden är mycket sällsynta och dyrbara. Låtens namn är hämtat från örten polejmynta (på engelska: pennyroyal) och denna ört är känd för att tidigare ha använts som abortivmedel. Cobain har sagt att låten handlar om en person som lider av grav depression och att hans egna buksmärtor hade visst inflytande på låttexten.
"Pennyroyal Tea" skrevs under vintern 1990 i en lägenhet i Olympia, Washington som Cobain delade tillsammans med Nirvanas trumslagare Dave Grohl. Cobain sade att han och Grohl arbetade med flerspårsinspelning och att han skrev melodin till låten på cirka trettio sekunder och att det sedan tog honom en halvtimme att skriva ihop låttexten. "Pennyroyal Tea" spelades in i en instrumentell version den 26 oktober 1992, tillsammans med producenten Jack Endino i Word of Mouth Studios i Seattle, Washington. Albumversionen av låten spelades sedan in i februari 1993 tillsammans med producenten Steve Albini i Pachyderm Studio i Cannon Falls, Minnesota.
Det släpptes inte någon musikvideo till "Pennyroyal Tea" (precis som med den tidigare singeln "All Apologies"/"Rape Me") utan Nirvanas sista musikvideo under deras aktiva karriär var den till "Heart-Shaped Box", som regisserades av Anton Corbijn. Jeffery Plansker togs in som tänkt regissör och han tog fram en hel del förslag på vad som skulle hända i musikvideon, där flera av förslagen var inspirerade av den viktorianska tiden. I och med Cobains död i april 1994 skrotades alla planer på att spela in en musikvideo till singeln.

## Bakgrund och inspelning
Enligt Cobain skrevs "Pennyroyal Tea" antingen under sommaren eller vintern 1990 i en lägenhet i Olympia, Washington som han delade tillsammans med Grohl. Cobain sade att han och Grohl arbetade med flerspårsinspelning och att han skrev melodin till låten på cirka trettio sekunder. Cobain sade även att det tog honom en halvtimme att skriva låttexten och att de spelade in låten direkt efter att detta var klart. Nirvana spelade låten under flera av sina konserter under 1991 och 1992, där den första gången låten spelades live var den 17 april 1991 på OK Hotel i Seattle, Washington. "Pennyroyal Tea" spelades in i en instrumentell version den 26 oktober 1992, tillsammans med producenten Jack Endino i Word of Mouth Studios i Seattle, Washington. Låten spelades sedan in för albumet In Utero i februari 1993 tillsammans med producenten Steve Albini i Pachyderm Studio i Cannon Falls, Minnesota. En remix av låten gjordes av Scott Litt och denna version släpptes på den officiella singeln, på de censurerade Walmart- och Kmart-utgåvorna av In Utero samt på samlingsalbumet Nirvana. Skillnaden mellan remixen och den vanliga versionen av låten var att Litt höjde volymen på bakgrundssången samt att han tog bort Cobains harklande i början av låten. En akustisk version av "Pennyroyal Tea" spelades in den 18 november 1993 i Sony Music Studios i New York för MTV Unplugged in New York.

## Komposition och låttext
Vid inspelningen av In Utero sänkte Nirvana tonarten på alla sina instrument och låten spelades därför in i A-moll. "Pennyroyal Tea" börjar med att Cobain harklar sig och sedan spelar han några öppna AbGb-ackord. Grohl kommer i med sitt trummande precis innan den första refrängen och under denna tid spelas gitarrackorden B5-Db5-A5. Refrängen spelas i full styrka efter en ganska lugn förstavers och denna sortens dynamikskifte används av Nirvana under flera av deras låtar. Andra versen är uppbyggd på mer eller mindre samma sätt som den första versen, men där Grohls trummande kan höras i bakgrunden. Efter en andra refräng och ett stick återgår "Pennyroyal Tea" till att låta som den gjorde från första början med bara Cobain spelandes på sin gitarr. Mot slutet av låten sänker Cobain ned sin röst till ett lägre röstläge än vanligt.

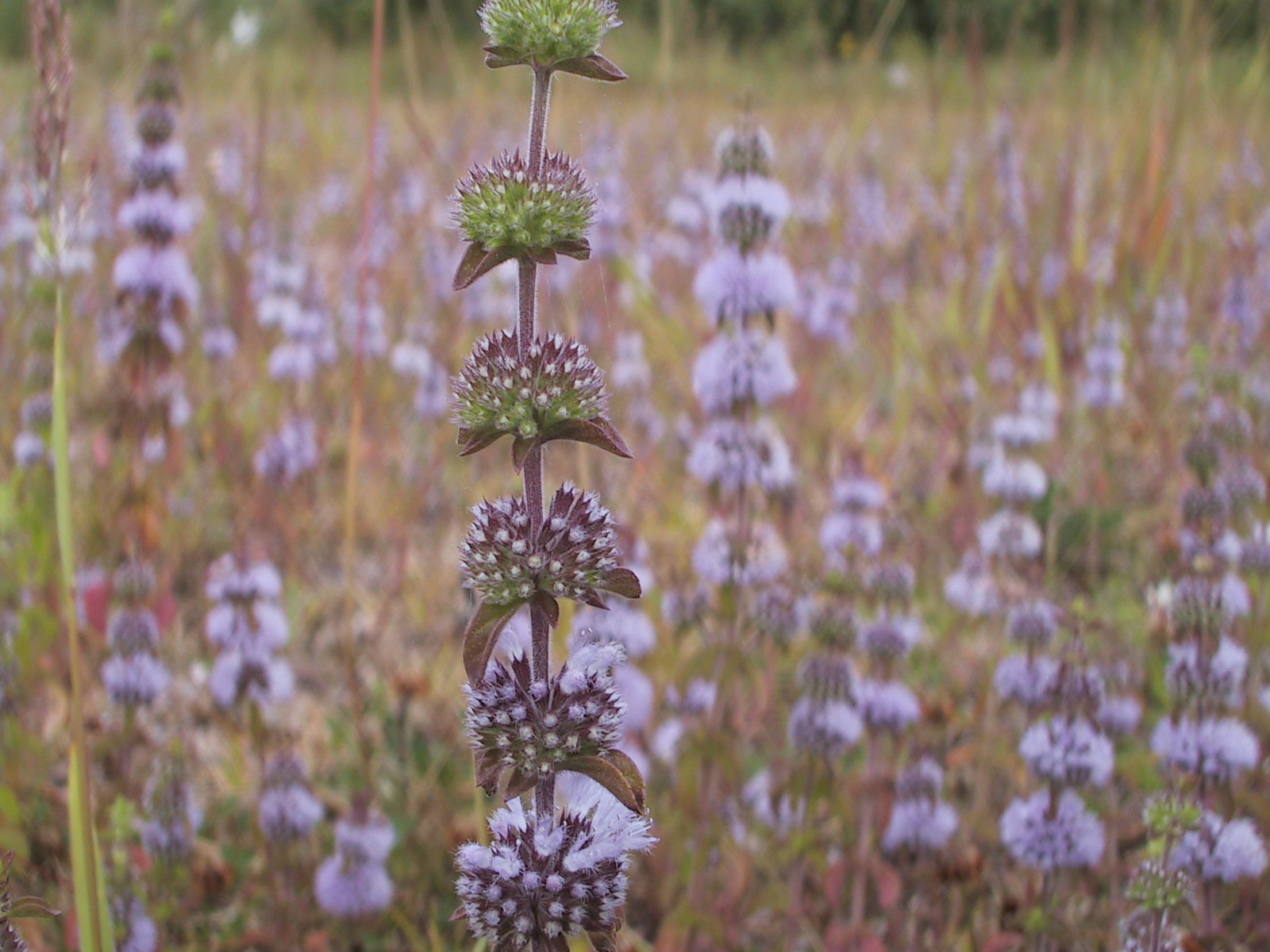
Låtens namn kommer från örten polejmynta (på engelska: pennyroyal, vetenskapligt namn: Mentha pulegium).

Låtens namn är hämtat från örten polejmynta (på engelska: pennyroyal, vetenskapligt namn: Mentha pulegium) och denna ört är känd för att tidigare ha använts som abortivmedel. Cobain förklarade själv låtens namn i boken Journals, som utgavs postumt 2002, med följande ord: "Abortivmedel gjorda av örter... det fungerar inte, din hippie." I en intervju i oktober 1993 tillfrågades Cobain vad låten handlade om och han svarade att den handlade om en person som led av grav depression. Han sade även att flera av hans vänner hade testat att använda örten som abortivmedel och att den inte hade fungerat för dem. Cobain nämnde att hans egna buksmärtor hade visst inflytande på låttexten och att han läste Malone dör av Samuel Beckett samt lyssnade på låtar av Leonard Cohen i terapisyfte, men att han tyckte att detta enbart förvärrade hans smärtor och gjorde honom mer deprimerad. Cohen, som nämns vid namn i "Pennyroyal Tea", har uttryckt sorg över att han inte fick chansen att prata med Cobain om hans drogmissbruk innan han avled.

## Lansering och mottagande
"Pennyroyal Tea" släpptes i april 1994, då enbart i vissa länder i Europa. Singeln var tänkt att lanseras i Storbritannien antingen den 28 mars eller 4 april för att på så sätt sammanfalla med Nirvanas turné där, men efter Cobains drogöverdos i Rom i början av mars var denna turné tvungen att planeras om. Lanseringen av "Pennyroyal Tea" sköts upp, men efter att Cobain hittades död i sitt hus den 8 april 1994 avbröts lanseringen omedelbart utom i Tyskland, där singeln såldes ett tag efter Cobains död. Alla exemplar av singeln drogs tillbaka och förstördes sedermera; bland annat förstördes några av de svenska exemplaren i Kista. Några exemplar räddades dock från att förstöras och dessa är mycket sällsynta och dyrbara. "Pennyroyal Tea" släpptes som en 7"-singel för Record Store Day den 19 april 2014.
Robert Fisher, personen som skapade skivomslaget till singeln, sade att han var osäker på om Cobain var inblandad i valet av omslag. Fisher antog att fotografiet togs bara för att bandets ledning skulle ha något att godkänna. Skivomslaget på singeln visar en kopp te, en askkopp innehållandes några cigaretter och några småkakor som ligger utspridda på bordet.
David Browne från Entertainment Weekly skrev att han ansåg att "Pennyroyal Tea", tillsammans med "Frances Farmer Will Have Her Revenge on Seattle", var några av Nirvanas mest kraftfulla låtar någonsin. Amy McAuliffe från BBC Music ansåg att "Pennyroyal Tea", tillsammans med "Heart-Shaped Box" och "Rape Me", var några av Nirvanas mest underbara och mest känslomässiga låtar någonsin. John Mulvey från New Musical Express kallade låten för en fantastisk låt som var "enkel, lömsk och som hade ett konstigt flyt i sig" medan David Fricke från Rolling Stone jämförde Cobains röst med den av R.E.M.:s sångare Michael Stipe, särskilt på R.E.M.:s låt "Drive" från Automatic for the People.
Nirvana var tänkta att uppträda med låten på Top of the Pops, men något sådant uppträdande ägde aldrig rum. "Pennyroyal Tea" kom 2004 på plats 8 när New Musical Express listade de tjugo bästa Nirvana-låtarna någonsin och på plats 2 på Q:s lista "12 Album Tracks That Should Have Been Singles, But Weren't" från samma år. Låten kom på plats 9 på listan "15 Greatest Nirvana Songs" av Slant Magazine och kom även med på listan "The 15 Best Nirvana Songs Not On Nevermind" från 2011 av Paste.

## Musikvideo

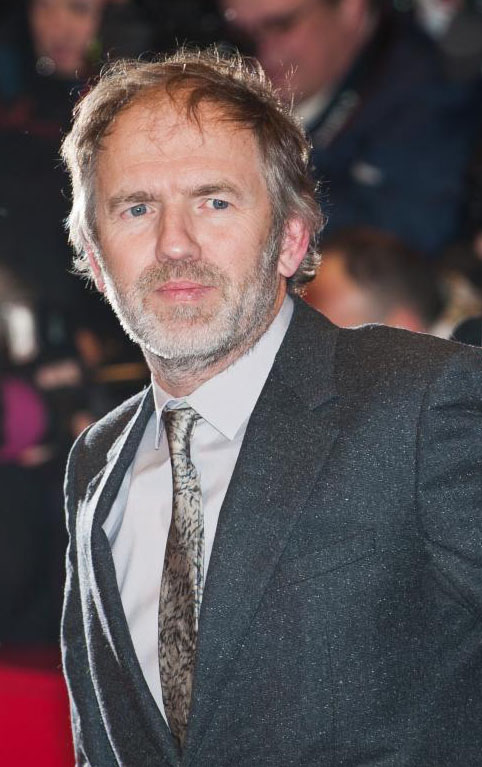
Anton Corbijn, som tidigare hade regisserat musikvideon till "Heart-Shaped Box", fick förfrågan om att vara regissör för en möjlig musikvideo till "Pennyroyal Tea", men han avböjde.

Det släpptes inte någon musikvideo till "Pennyroyal Tea" (precis som med den tidigare singeln "All Apologies"/"Rape Me") utan Nirvanas sista musikvideo under deras aktiva karriär var den till "Heart-Shaped Box", som regisserades av Anton Corbijn. Corbijn blev tillfrågad om att vara regissör för en möjlig musikvideo till "Pennyroyal Tea", men han avböjde eftersom han kände att han inte kunde göra en bättre musikvideo än den till "Heart-Shaped Box". Cobain sade även till Corbijn att utan honom skulle han aldrig mer spela in någon musikvideo. Jeffery Plansker togs istället in som tänkt regissör och han tog fram en hel del förslag på vad som skulle hända i musikvideon, där flera av förslagen var inspirerade av den viktorianska tiden. I och med Cobains död i april 1994 skrotades alla planer på att spela in en musikvideo till singeln fast en video med Nirvanas uppträdande av "Pennyroyal Tea" på MTV Unplugged den 18 november 1993 sändes upprepade gånger på TV.

## Coverversioner
Flera artister har gjort coverversioner av "Pennyroyal Tea". Den amerikanska alternativ rockartisten Kristin Hersh släppte sin coverversion av låten på singeln "Echo" och det japanska rockbandet Dr. StrangeLove gjorde en tolkning av låten på ett hyllningsalbum till Nirvana kallat All Apologies. Banden Hole, Manic Street Preachers, The Flaming Lips och My Sound of Silence har alla uppträtt med låten live. Det koreanska rockbandet Jaurim har spelat in en coverversion till deras album The Youth Admiration och det svenska popbandet My Sound of Silence har en coverversion av låten på sitt debutalbum Low Velocity Bullets. Skådespelaren och sångaren Jared Leto spelade in sin version av låten 2011 för att uppmärksamma att det då hade varit 17 år sedan Cobain avled. Nikolay Petrovsky, en gatumusiker från Novosibirsk, har uppmärksammats i medier för den likhet hans röst har med Cobains, främst under hans uppträdande med "Pennyroyal Tea". På hyllningsalbumet till In Utero, kallat In Utero, in Tribute, in Entirety, var det Whirr som spelade in en coverversion av "Pennyroyal Tea".

## Låtlista
Alla låtar är skrivna och komponerade av Kurt Cobain, om inte annat anges. 
| Nr | Titel                                                                 | Kompositör               | Längd |
| -- | --------------------------------------------------------------------- | ------------------------ | ----- |
| 1. | Pennyroyal Tea (remix)                                                |                          | 3:36  |
| 2. | I Hate Myself and Want to Die (LP-version)                            |                          | 2:51  |
| 3. | Where Did You Sleep Last Night (In the Pines) (MTV Unplugged-version) | Huddie William Ledbetter | 4:37  |

| 1. | Pennyroyal Tea (remix)                     | 3:36 |
| 2. | I Hate Myself and Want to Die (LP-version) | 2:51 |

## Topplistor
| Land eller världsdel | Högsta listplacering |
| -------------------- | -------------------- |
| Storbritannien       | 121                  |